# 茹連
茹連（14世紀—15世紀），字彙貞，廣東廣州府新會縣中樂石滘人，明朝政治人物。

## 生平
茹連是洪武二十九年（1396年）丙子科廣東鄉試舉人，授齊王府奉祠副，改江安縣丞，陞刑部員外郎，出為長沙知府。他身形雄偉，長丈帶圍六尺一，吃飯米每次數升，豬頭一枚，然而皆出自公廩，不曾取於人民，他亦非常自律，不受私託，在京時有同鄉擔任知縣，邀請他喝酒並炫耀自己的飲器，他不悅地說：「你若非盜民，何以得此飲器？」拂衣離席，對方為之羞愧。

## 備註
1. ↑  嘉靖《長沙府志·卷一》作茹連回謙[1]，茹連姓。

## 引用
1. ↑  嘉靖《長沙府志·卷一》：郡守以下歷任年譜……永樂十五年（知府） 茹連回謙
2. 1 2  道光《新會縣志·卷八·人物上》：茹連，字彙貞，中樂石滘人 王志，洪武二十九年鄉貢，初為齊府祠副，改四川江安縣丞，陞刑部員外郎，出知長沙府。連身體豐偉，長丈帶圍六尺一，飯米數升，豕首一枚，然皆仰給公廩，未嘗取於民，律己甚嚴，不受私託，在京邸日有同鄉為縣令者，邀連飲間夸其器之美，連艴然曰：「君非盜民，何以得此遽？」拂衣起，人為之愧。 黃通志